# حارة بير السنيدار (صنعاء)
حارة بير السنيدار هي إحدى حارات حي شعوب بمديرية شعوب إحد مديريات العاصمة اليمنية صنعاء، بلغ تعداد سكانها 1216 نسمة حسب تعداد اليمن لعام 2004.